# San Miguel (Bohol)
San Miguel è una municipalità di quarta classe delle Filippine, situata nella Provincia di Bohol, nella Regione del Visayas Centrale.
San Isidro è formata da 18 baranggay:
- Bayongan
- Bugang
- Cabangahan
- Caluasan
- Camanaga
- Cambangay Norte
- Capayas
- Corazon
- Garcia
- Hagbuyo
- Kagawasan
- Mahayag
- Poblacion
- San Isidro
- San Jose
- San Vicente
- Santo Niño
- Tomoc